# Kålltorps egnahemsförening
Kålltorps Egnahemsförening är en förening i Kålltorp i östra Göteborg. Den bildades den 12 juli 1925 med syftet att "tillvarata och bevaka medlemmarnas intressen, i deras egenskap av egnahemsägare." År 2000 var man cirka 540 medlemmar. Den allra första medlemmen var August Andreasson, som bodde på Björcksgatan 1 och skrevs in den 12 juli 1925. Medlemsantalet var från starten 30, och avgiften var 1 krona per kvartal. Medlemmarna bor i huvudsak i Kålltorp, men även i Strömmensberg och Vidkärr.
Vid tidpunkten för bildandet av föreningen, var man kraftigt missnöjd med staden som byggherre och försäljare av hus. Exempelvis saknades det i de första husen både centralvärme, WC och badrum. Värme fick man av kakelugnar, och torvströklosetten var utplacerad mellan kök och matsal. Avloppsvatten som trängde in i källarna, blev ett stort problem i slutet av 1930-talet, och staden tvingades till att byta ut kulvertarna. Detta utbytet ledde så småningom till sättningsskador då vattenrören sprack. 
Föreningen har också flitigt engagerat sig i stadsplanefrågor.